# Listă de eseiști
Acest articol este o listă prescurtată a eseiști, persoane fizice notabile care au scris eseuri pe diverse teme.
Notă: țara unui individ de naștere nu este întotdeauna un indicator al cetățeniei sale. 

## A
- Augurio Abeto, (Filipine)
- Andre Aciman, (n. 1951, Egipt)
- Joseph Addison (1672–1719, Anglia)
- Theodor W. Adorno (1903–1969, Germania)
- José de Alencar, (1829–1877, Brazilia)
- Jean Améry (1912–1978, Austria)
- Kingsley Amis (1922–1995, Regatul Unit)
- Martin Amis (n. 1949, Regatul Unit)
- Oswald de Andrade, (1890–1954, Brazilia)
- Jacob M. Appel (n. 1973, SUA)
- Helena Araújo Ortiz (n. 1934, Columbia)
- Matthew Arnold (1822–1888, Regatul Unit)
- Anastasia Ashman (n. 1964, SUA)
- Margaret Atwood (n. 1939, Canada)
- Isaac Asimov (1920–1992, Rusia)
- W. H. Auden (1907–1973, Regatul Unit)
- Joxe Azurmendi (n. 1941, Țara Bascilor)

## B
- Rambriksh Benipuri (1902–1968, India)
- Francis Bacon (1561–1626, Anglia)
- Walter Bagehot (1826–1877, Anglia)
- James Baldwin (1924–1987, SUA)
- Anna Laetitia Barbauld (1743–1825, Anglia)
- John Perry Barlow (n. 1947, SUA)
- Julian Barnes (n. 1946, Regatul Unit)
- Jacques Barzun (n. 1907, Franța)
- Enis Batur (n. 1952, Turcia)
- Charles Baudelaire (1821–1867, Franța)
- Hilaire Belloc (1870–1953, Regatul Unit)
- Walter Benjamin (1892–1940, Germania)
- Wendell Berry (n. 1934, SUA)
- Jorge Luis Borges (1899–1986, Argentina)
- Alain de Botton (n. 1969, Elveția)
- Giannina Braschi (n. 1953, Puerto Rico)
- William Brandon (1914–2002, SUA)
- Alfred Brendel (n. 1931, Cehia)
- Christopher Buckley (n. 1952, SUA)
- Anthony Burgess (1917–1993, Regatul Unit)
- Richard de Bury (1287–1345, Anglia)

## C-D
- Erskine Caldwell (1903– 2007, SUA)
- Italo Calvino (1923–1985, Italia)
- Albert Camus (1913–1960, Algeria)
- Rafael Cansinos Assens (1882–1964, Spania)
- John Carey (n. 1934, Regatul Unit)
- Simon Carmiggelt (1913–1987, Olanda)
- Otto Maria Carpeaux (1900–1978, Austria)
- G. K. Chesterton (1874–1936, Regatul Unit)
- Noam Chomsky (1928, SUA)
- Winston Churchill (1874–1965, Marea Britanie)
- J. M. Coetzee (n. 1940, Africa de Sud)
- William Cobbett (1763–1835, Marea Britanie)
- Charles Caleb Colton (1780–1832, Marea Britanie)
- Cyril Connolly (1903–1974, Regatul Unit)
- Abraham Cowley (1618–1667, Marea Britanie)
- Emil Cioran (1911–1995, România)
- A. J. Cronin (1896–1981, Scoția)
- Orson Scott Card (n. 1951, SUA)
- Richard Dawkins (n.  1941, Regatul Unit)
- Mike Daisey (n. 1973, SUA)
- Anthony Daniels / Theodore Dalrymple (n. 1949, Regatul Unit)
- Nik De Dominic (n. 1981, SUA)
- Joan Didion (n. 1934, SUA)
- Annie Dillard (n. 1945, SUA)
- Alfred Döblin (1878-1957, Germania)
- John Dolan (n. 1955, SUA)
- Joe Dolce (n. 1947, Australia)
- Denis Donoghue (n. 1928, Irlanda)
- John Dryden (1631–1700, Anglia)

## E-G
- Klaus Ebner (n. 1964, Austria)
- Umberto Eco (n. 1932, Italia)
- T. S. Eliot (1888–1965, SUA)
- Ralph Waldo Emerson (1803–1882, SUA)
- Joseph Epstein (n. 1937, SUA)
- Filip Erceg (n. 1979, Croația)
- Barbara Ehrenreich (n. 1941, SUA)
- Jaime Eyzaguirre, (1908–1968, Chile)
- Anne Fadiman (n. 1953, SUA)
- Femi Fani-Kayode (n. 1960, Nigeria)
- Frantz Fanon (1925–1961, Martinique)
- Richard Farmer (1735–1797, Anglia)
- Benito Jerónimo Feijoo e Montenegro (1676–1764, Spania)
- Lawrence Ferlinghetti (n. 1919, SUA)
- Predrag Finci (n. 1946, Bosnia și Herțegovina)
- E. M. Forster (1879–1970, Anglia)
- John Foster (1770–1843, Regatul Unit)
- Ian Frazier (n. 1951, SUA)
- Robert Fulghum (n. 1937, SUA)
- Joan Fuster (1922–1992, Catalan Countries)
- Harry Gamboa, Jr. (n. 1951, SUA)
- Karl-Markus Gauß (n. 1954, Austria)
- Malcolm Gladwell (n. 1963, Regatul Unit)
- Adam Gopnik (n. 1956, SUA)
- Stephen Jay Gould (1941–2002, SUA)
- Muhammad Loutfi Goumah (1886–1953, Egipt)
- Paul Graham (n. 1964, Anglia)
- Clement Greenberg (n. 1909, SUA)
- A. C. Grayling (n. 1949, Regatul Unit)
- Gordon Grice (n. 1965, SUA)

## H-J
- Carla Harryman (n. 1952, California)
- William Hazlitt (1778–1830, Anglia)
- Saeko Himuro (1957–2008, Japonia)
- Fumi Hirano (n. 1955, Japonia)
- Christopher Hitchens (1949–2011, Regatul Unit)
- Hugh Hood (1928–2000, Canada)
- Langston Hughes (1902–1967, SUA)
- David Hume (1711–1776, Regatul Unit)
- Leigh Hunt (1784–1859, Anglia)
- Shigesato Itoi (n. 1948, Japonia)
- Jwalamukhi (1938–2008, India)
- Michael Johns (n. 1964, SUA)
- Samuel Johnson (1709–1784, Anglia)
- June Jordan (1936–2002, SUA)

## K-L
- Steven G. Kellman (n. 1947, SUA)
- Frank Kermode (n. 1919, Regatul Unit)
- Tracy Kidder (n. 1945, SUA)
- Chuck Klosterman (n. 1972, SUA)
- Rudy Kousbroek (1929–2010, Olanda)
- Hans Krieger (n. 1933, Germania)
- Miroslav Krleža (1893–1981, Croația)
- Tomislav Ladan (n. 1932, Serbia)
- Laila Lalami (n. 1968, Maroc)
- Charles Lamb (1775–1834, Anglia)
- Shankar Lamichhane (Nepal)
- Corinne Lee (SUA)
- Albert Leung (n. 1961, Hong Kong)
- C. S. Lewis (1898–1963, Irlanda)
- Li Ao (n. 1935, China, Taiwan)
- Liang Shiqiu (1903–1987. China, Taiwan)
- Alan Lightman (n. 1948, SUA)
- Tim Lilburn (n. 1950, Canada)
- Lin Wenyue (n. 1933, Taiwan)
- Joan Lindsay (1896–1984, Australia)
- Lu Xun (1881–1936, China)

## M-N
- John McPhee (n. 1931, SUA)
- Maurice Maeterlinck (1862–1949), Belgia)
- Norman Mailer (1923–2007, SUA)
- Jorge Majfud (n. 1969, Uruguay)
- Nathan McCall (n. 1955, SUA)
- Mary McCarthy (1912–1989, SUA)
- Tim McKay (n. 1947, SUA)
- Louis Menand (n. 1952, SUA)
- H. L. Mencken (1880–1956, SUA)
- Arthur Miller (1915–2005, SUA)
- Pankaj Mishra (n. 1969, India)
- Donald Grant Mitchell (1822–1908, SUA)
- Michel de Montaigne (1533–1592, Franța)
- Michele Moramarco (n. 1953, Italia)
- V. S. Naipaul (n. 1932, Trinidad and Tobago)
- Nakane Kōtei (1839–1913, Japonia)
- Ukichiro Nakaya (1900–1962, Japonia)
- Marie NDiaye (n. 1967, Franța)
- Virgil Nemoianu (n. 1940, România)
- Kathleen Norris (poet) (n. 1947, SUA)

## O-R
- Joyce Carol Oates (n. 1938, SUA)
- George Orwell (1903–1950, Regatul Unit)
- Borislav Pekić (1930–1992, Serbia)
- Noel Perrin  (1927–2004, SUA)
- Sam Pickering (n. 1941, SUA)
- Mestrius Plutarch (46–127, Boeotia, Ancient Greece)
- Katherine Ann Porter (1890–1980, SUA)
- Kevin Prufer (n. 1969, SUA)
- Edgar Allan Poe (1809–1849, SUA)
- Thomas de Quincey (1785–1859, Anglia)
- Indra Bahadur Rai (n. 1927, India)
- Kenneth Rexroth (1905–1985, SUA)
- Tjalie Robinson (1911–1974, Olanda)
- Richard Rodriguez (n. 1944, SUA)
- Arundhati Roy (n. 1961, India)
- Bertrand Russell (1872–1970, Regatul Unit)

## S
- Rahul Sankrityayan (1893–1963, India)
- Edward Said (1935–2003, Palestina)
- John Ralston Saul (n. 1947, Canada)
- Dan Schneider (n. 1965, SUA)
- Robert Schumann (1810–1856, Germania)
- David Sedaris (n. 1956, SUA)
- John Robert Seeley (1834–1895, Anglia)
- Rafael Calvo Serer (1916–1988, Spania)
- George Bernard Shaw (1856–1950, Irlanda)
- Percy Bysshe Shelley (1792–1822, Anglia)
- David Shields (1956, SUA)
- Clay Shirky (n. 1964, SUA)
- Simeon Simev (n. 1949, Republic of Macedonia)
- Ramdhari Singh 'Dinkar' (1908–1974, India)
- Jean Edward Smith (n. 1932, SUA)
- Zadie Smith (n. 1975, Anglia)
- Walid Soliman (n. 1975, Tunisia)
- Rebecca Solnit (n. 1961, SUA)
- Susan Sontag (1933–2004, SUA)
- Dejan Stojanović (n. 1959, Serbia)
- Lytton Strachey (1880–1932, Regatul Unit)
- Cheryl Strayed (n. 1968, SUA)
- Matias Skard (1846-1827, Norvegia)

## T-Y
- Nassim Nicholas Taleb (n. 1960, Liban)
- Alain Tasso (n. 1962, Liban)
- Vijay Tendulkar (1928–2008, India)
- Issa Laye Thiaw (n. 1943, Senegal)
- Colm Tóibín (n. 1955, Irlanda)
- Leo Tolstoy (1828–1910, Rusia)
- Lionel Trilling (1905–1975, SUA)
- George W. S. Trow (1943–2006, SUA)
- Andrew Vachss (n. 1942, SUA)
- Paul Valéry (1871–1945, Franța)
- Erico Verissimo (1905–1975, Brazilia)
- Gore Vidal (1925–2012, SUA)
- Voltaire (1697–1778, Franța)
- Richard Wagner (1813–1883, Germania)
- David Foster Wallace (1962–2008, SUA)
- Rebecca West (1892–1983, Regatul Unit)
- E. B. White (1899–1985, SUA)
- Oscar Wilde (1852–1900, Irlanda)
- Tom Wolfe (n. 1931, SUA)
- Virginia Woolf (1882–1941, Regatul Unit)
- Yang Jiang (n. 1911, China)
- Marguerite Yourcenar (1903–1987, Franța)